# NGC 7428
NGC 7428 is een balkspiraalstelsel in het sterrenbeeld Vissen. Het hemelobject werd op 27 juli 1864 ontdekt door de Duitse astronoom Albert Marth.

## Synoniemen
- UGC 12262
- MCG 0-58-14
- ZWG 379.16
- KARA 1001
- PGC 70098